# Салита (Лука)
Салита је насеље у Италији у округу Лука, региону Тоскана.
Према процени из 2011. у насељу је живело 81 становника. Насеље се налази на надморској висини од 126 м.